# Александр, герцог Сёдерманландский
Принц Александр, герцог Сёдерманландский (швед. Prins Alexander Erik Hubertus Bertil, hertig av Södermanland; род. 19 апреля 2016, Стокгольм, Швеция) — шведский принц, первый сын принца Карла Филиппа и его супруги принцессы Софии, пятый внук правящего короля Карла XVI Густава и королевы Сильвии.

## Биография
15 октября 2015 года было сообщено, что принц Карл Филипп и его супруга принцесса София ожидают появления своего первенца в апреле 2016 года.
Принц Александр родился 19 апреля 2016 года в 18:25 в больнице Дандерюд в Стокгольме. Вес новорождённого составил 3595 грамм, рост — 49 см.
20 апреля рождение принца было отмечено салютом в 21 выстрел на острове Шеппсхольмен, напротив Стокгольмского дворца. Салюты также были произведены в Будене, Карлскруне и Гётеборге.
21 апреля 2016 года король Карл XVI Густав на заседании совета министров объявил имя и титул принца — принц Александр Эрик Хубертус Бертиль, герцог Сёдерманландский. Имя Эрик принц получил в честь своего деда, Эрика Хельквиста, к тому же это имя носило несколько шведских королей, последний из них — Эрик XIV. В династии Бернадот это имя носил принц Эрик, герцог Вестманландский. Одно из имен — Хубертус — является также четвёртым именем короля. Имя Бертиль уже встречалось в королевской семье, а также это одно из имен принца Карла Филиппа. Историческая провинция Швеции Сёдерманланд расположена в регионе Свеаланд, ранее титул герцогов Сёдерманландских носили принцы Карл (будущий король Карл XIII), Оскар (будущий король Оскар I) и Вильгельм (1884—1965).
22 апреля 2016 года был отслужен благодарственный молебен «Te Deum».
В силу закона об абсолютной примогенитуре, действующего в Швеции с 1980 года, занимает пятую позицию в порядке наследования шведского престола (после кронпринцессы Виктории, принцессы Эстель, принца Оскара и своего отца, принца Карла Филиппа)
9 сентября 2016 года принц Александр был крещён архиепископом Антье Якелен в часовне дворца Дроттнингхольм, где ранее были крещены его кузены — принцесса Леонор и принц Николас. Его крестными родителями стали кронпринцесса Виктория — тетя по отцовской линии, Лина Фрейд — тетя по материнской линии, Виктор Магнусон — младший сын принцессы Кристины и двоюродный дядя Александра, Ян-Оке Ханссон и Кайза Ларссон — друзья Карла-Филиппа и Софии.

## Награды
- Кавалер Ордена Серафимов (с рождения);
- Кавалер ордена Карла XIII (с рождения).

## Титул
- Его Королевское высочество принц Александр Шведский, герцог Сёдерманландский (до 7 октября 2019).
- С 7 октября 2019 согласно коммюнике об изменениях в шведском королевском доме принц Александр лишён звания Его Королевского Высочества; титулы принца и герцога Сёдерманландского, пожалованные ему королём, за ним сохраняются. В дальнейшем от него также не будет ожидаться выполнение королевских обязанностей[8].